# Everybody Knows This Is Nowhere
Everybody Knows This Is Nowhere ist das erste gemeinsame Album von Neil Young mit der Band Crazy Horse, die ihn bisweilen bis heute begleitet. Zugleich ist es das zweite Soloalbum nach dem nach ihm selbst betitelten Neil Young, das er 1968 veröffentlicht hatte. Die RIAA vergab für das Album Platin.

## Erfolg
Die deutsche Ausgabe der Musikzeitschrift Rolling Stone setzte das Album 2004 in ihrer Liste der 500 besten Alben aller Zeiten auf Platz 134. Damit ist es Youngs zweiterfolgreichstes Album nach Harvest, das auf Platz 33 gelistet ist; weitere Alben Youngs im 500er-Katalog sind: Weld, Freedom, Zuma und Tonight’s the Night.

## Entstehung
Während Neil Young sein erstes Soloalbum aufnahm, kam er mit der West-Coast-Band The Rockets in Kontakt, bei der als Schlagzeuger Ralph Molina, als Bassist Billy Talbot und als Gitarrist Danny Whitten mitwirkten. Er erkannte das Potenzial dieser Formation, gewann sie für seine Interessen und sie benannten sich bereits für das nächste Studioalbum um in Crazy Horse.
Innerhalb von nur zwei Wochen wurde Everybody Knows This Is Nowhere fertiggestellt. Das Album, das sieben Titel enthält, wurde im Geiste ausgiebiger Instrumentalpassagen zusammengestellt. Die bekanntesten Stücke sind Cinnamon Girl, das als kraftvoll-kantiges Riffrock-Werk rezipiert wird und Down by the River sowie Cowgirl in the Sand, Stücke, die Youngs Gitarrenspiel in den Vordergrund stellen. Young soll die Songs im fiebrig-kranken Zustand geschrieben haben. Das Album ist insgesamt noch stark vom Westküsten-Folkrock seiner vorherigen Band Buffalo Springfield beeinflusst. Bei Round & Round (It Won’t Be Long) wirkte Robin Lane mit, die später als Sängerin der Band Chartbusters bekannt wurde.

## Titelliste

### Seite 1
1. Cinnamon Girl – 2:58
2. Everybody Knows This Is Nowhere – 2:26
3. Round & Round (It Won’t Be Long) – 5:49
4. Down by the River – 9:13

### Seite 2
1. The Losing End (When You’re On) – 4:03
2. Running Dry (Requiem for the Rockets) – 5:30
3. Cowgirl in the Sand – 10:06